# Gli usi della diversità
Gli usi della diversità (The Uses of Diversity) è una raccolta di saggi dello scrittore inglese G. K. Chesterton, pubblicata per la prima volta nel 1920. In essi l'autore tratta di molteplici aspetti della vita moderna, dalle teorie artistiche ai movimenti politici e religiosi, mettendo in luce l'irragionevolezza e gli atteggiamenti ideologici che ne stanno alla base.

## Edizioni
- G.K. Chesterton, La serietà non è una virtù, traduzione di Roberta Ricca, Torino, Lindau, 2011, ISBN 978-88-7180-951-9.